# Fall Eva
Fall Eva (pol. Plan „Ewa”) – plan ewakuacji niemieckiej ludności cywilnej oraz organów partyjnych i państwowych z okupowanych terenów Pomorza, przygotowany w drugiej połowie 1944 przez nazistowskie władze tzw. Okręgu Rzeszy Gdańsk-Prusy Zachodnie. Jego realizacja zimą 1945 przyniosła chaos i wiele ofiar wśród niemieckiej ludności, spowodowanych fatalną organizacją, brakiem środków transportu oraz masową ucieczką przedstawicieli władz partyjnych i państwowych. Jednym z elementów planu „Ewa” była ewakuacja obozu koncentracyjnego Stutthof, na skutek której 18 000 więźniów poniosło śmierć w trakcie tzw. „marszu śmierci”.

## Geneza i założenia planu
W drugiej połowie 1944 dla nazistowskich władz Okręgu Rzeszy Gdańsk-Prusy Zachodnie stało się jasne, iż w związku z klęskami ponoszonymi przez Wehrmacht na froncie wschodnim, wojska radzieckie mogą w krótkim czasie wkroczyć na tereny prowincji. Konieczne stało się w tej sytuacji opracowanie planów obrony okręgu, jak również planów ewakuacji niemieckiej ludności cywilnej oraz organów partyjnych i państwowych. To ostatnie zadanie należało w pierwszym rzędzie do Alberta Forstera, Namiestnika Rzeszy w okręgu Gdańsk-Prusy Zachodnie, a zarazem miejscowego gauleitera NSDAP, który obok rozlicznych funkcji partyjnych i państwowych piastował również stanowisko Komisarza Obrony Rzeszy w Gdańsku. Działająca przy jego urzędzie Komisja Okręgowa do Spraw Wojny Totalnej (Gaukomission für den totalen Kriegseinsatz) zajęła się opracowywaniem szczegółowych założeń ściśle tajnego planu ewakuacyjnego, któremu nadano kryptonim Fall Eva (plan „Ewa”).
Przygotowania do ewakuacji okręgu Gdańsk-Prusy Zachodnie przebiegały dwutorowo. Gauleiter Forster miał odpowiadać za ewakuację niemieckiej ludności cywilnej (odpowiednie zarządzenie ewakuacyjne zostało wydane 4 września 1944), a podlegli mu prokurator okręgowy Kurt Bode oraz prezes Wyższego Sądu Krajowego w Gdańsku Walter Wohler – za ewakuację działających na terenie okręgu więzień oraz personelu i akt należących do miejscowych organów wymiaru sprawiedliwości. Ewakuacją objęci mieli być także przymusowi robotnicy przemysłowi i rolni.
SS-Gruppenführer Fritz Katzmann, Wyższy Dowódca SS i Policji na terenie okręgu Gdańsk-Prusy Zachodnie (Höhere SS und Polizeifūhrer „Weichsel/Danzig – Westpreussen”), miał natomiast za zadanie zorganizować ewakuację struktur SS i policji, w tym obozu koncentracyjnego Stutthof. Dodatkowo – zgodnie z „rozkazem organizacyjnym na wypadek wprowadzenia w życie planu «Ewa»” z 28 lipca 1944 – służby podległe Katzmannowi miały w momencie rozpoczęcia ewakuacji aresztować prewencyjnie „elementy niepewne z punktu widzenia polityczno-państwowego” oraz przeciwdziałać ewentualnym rozruchom wywołanym przez cudzoziemskich robotników przymusowych i jeńców wojennych, bądź ewentualnemu polskiemu powstaniu zbrojnemu.
Zgodnie z założeniami planu „Ewa”, ogłoszenie alarmu i rozpoczęcie ewakuacji mogło nastąpić jedynie za obopólną zgodą Forstera i Katzmanna. Zapisy zarządzenia ewakuacyjnego z 4 września 1944 (dotyczącego ludności cywilnej) przewidywały ogłoszenie czterech stopni alarmowych:
- „Podjęcie środków przygotowawczych” (sporządzenie szczegółowych planów, sprawdzenie dróg ewakuacyjnych oraz przepraw przez Wisłę);
- „Wprowadzenie opinii publicznej w stan oczekiwania na ewakuację” (odpowiednia działalność informacyjna i propagandowa);
- „Nurt I” (gromadzenie ludności na punktach zbiorczych, zorganizowanie kolumn wozów ewakuacyjnych);
- „Nurt II” (ewakuacja, niszczenie dokumentów i materiałów).

Dla struktur SS i policji ustalono natomiast trzy stopnie alarmowe:
- Pierwszy (ogłaszany na hasło „Pstrąg”) – oznaczał postawienie w stan pogotowia wszystkich, znajdujących się w dyspozycji sił, skoszarowanie ich i wzmocnienie ochrony;
- Drugi (ogłaszany na hasło „Szczupak”) – oznaczał rozpoczęcie organizacji obozów zbiorczych oraz przeniesienie wszystkich więźniów policyjnych do Stutthofu;
- Trzeci (ogłaszany na hasło „Foka”) – oznaczał rozpoczęcie ewakuacji i wyprowadzania więźniów Stutthofu do obozów zbiorczych, zgodnie z przygotowaną wcześniej marszrutą. Placówki SS i policji (za uprzednią zgodą Reichsführera-SS Himmlera) miały przystąpić do ewakuacji swojego personelu, broni, pojazdów i akt.

Podczas prac nad planem „Ewa” Forster podjął próbę zorganizowania specjalnej konferencji na szczeblu ponadregionalnym, której celem miało być skoordynowanie przygotowań do ewakuacji niemieckiej ludności z regionów zagrożonych działaniami wojennymi. Do udziału w konferencji zaprosił gauleiterów z sąsiednich prowincji – Prus Wschodnich (było pewne, że ludność tej prowincji będzie się ewakuować na zachód szlakami wiodącymi przez okręg Gdańsk-Prusy Zachodnie) oraz Pomorza Zachodniego (w tym regionie gromadzić się miała uciekająca ludność z Prus Wschodnich i Zachodnich). Erich Koch, gauleiter Prus Wschodnich, zdecydowanie odrzucił jednak propozycję Forstera, gdyż jako fanatyczny nazista uważał, iż Armia Czerwona nie zdoła nigdy wkroczyć na terytorium III Rzeszy.

## Realizacja planu
12 stycznia 1945 roku rozpoczęła się wielka zimowa ofensywa Armii Czerwonej (tzw. ofensywa styczniowa). Już 18 stycznia Forster był zmuszony ogłosić alarm pierwszego stopnia („Nurt I”) dla powiatów: Lipno, Brodnica, Rypin i Nowe Miasto Lubawskie. Dwa dni później ogłoszono alarm dla powiatu Susz. Gwałtowne postępy Armii Czerwonej spowodowały, iż w krótkim czasie ewakuacją musiało zostać objęte całe terytorium okręgu Gdańsk-Prusy Zachodnie.
Ewakuacja przebiegała w sposób odległy od optymistycznych założeń nazistowskiego kierownictwa. Autorzy planu „Ewa” nie przewidzieli, iż sowieckie wojska będą się posuwać w aż tak szybkim tempie. Ponadto, z powodu licznych błędów planistycznych, chaosu organizacyjnego oraz braku środków transportu ewakuacja dokonywała się w pośpiechu i z pominięciem przewidzianych wcześniej etapów. Dla przykładu w Kwidzynie ogłoszono rozkaz ewakuacji zaledwie kilka godzin po zakończeniu wielkiego wiecu, na którym oznajmiono niemieckiej ludności, iż nie ma powodów do niepokoju. Zamieszanie powiększała masowa ucieczka przedstawicieli lokalnych władz partyjnych i państwowych, która zazwyczaj poprzedzała rozpoczęcie ewakuacji. Co więcej, prowincja Gdańsk-Prusy Zachodnie została zalana przez niekontrolowane masy uchodźców z sąsiednich Prus Wschodnich, przez co chaos i problemy organizacyjne uległy dalszemu pogłębieniu.
W tych warunkach ewakuacja niemieckiej ludności z Pomorza rychło przekształciła się w bezładną ucieczkę. W warunkach surowej zimy, zatłoczonymi i bombardowanymi drogami, masy uchodźców (ich liczbę szacowano na 200 000 – 250 000) w panice i chaosie uciekały na zachód, ginąc masowo z zimna, wyczerpania lub od radzieckich bomb. Nazistowskie władze nie potrafiły udzielić uchodźcom efektywnej pomocy. Tragiczny przebieg miała zwłaszcza ewakuacja ludności drogą morską. Tysiące uchodźców zginęło na skutek zatopienia przez radzieckie lotnictwo lub okręty podwodne statków ewakuacyjnych MS „Wilhelm Gustloff” (ok. 9600 ofiar), MS „Goya” (ok. 6000 ofiar), czy MS „Steuben” (ok. 4900 ofiar).
W jeszcze bardziej tragicznych okolicznościach odbywała się ewakuacja więźniów obozu koncentracyjnego Stutthof. 16 stycznia 1945 SS-Gruppenführer Katzmann ogłosił alarm pierwszego stopnia dla KL Stutthof, a kilka dni później – alarm stopnia drugiego. Ewakuacja obozu rozpoczęła się 25 stycznia. Kolumny wygłodniałych i wyczerpanych więźniów przebywały codziennie ponad 20 kilometrów, brnąc w głębokim śniegu przy temperaturze –20 °C. Przez pierwsze trzy dni marszu więźniowie nie otrzymywali pożywienia. Nie przygotowano dla nich żadnych miejsc noclegowych. Ludności cywilnej surowo zabraniano udzielania pomocy więźniom. Nawet ci więźniowie, którzy wyszli z obozu w stosunkowo dobrej kondycji fizycznej, nie byli w stanie w tych warunkach sprostać trudom marszu. Tych, którzy tracili siły i nie byli w stanie iść dalej, dobijali SS-mani. W podobnych warunkach odbywała się ewakuacja podobozów Stutthofu. Łącznie, podczas ewakuacji drogą lądową i morską (ta ostatnia rozpoczęła się 25 kwietnia) zginęło 18 000 więźniów KL Stutthof. Z tego powodu nazwano ją później „marszem śmierci”.